# Finale della Coppa UEFA 2005-2006
La finale della 35ª edizione della Coppa UEFA si è disputata il 10 maggio 2006 al Philips Stadion di Eindhoven, tra gli inglesi del Middlesbrough e gli spagnoli del Siviglia. 
L'incontro, arbitrato dal tedesco Herbert Fandel, ha visto la vittoria degli spagnoli che si sono imposti per 4-0 sugli inglesi conquistando il trofeo per la prima volta in assoluto. Il Siviglia ha così ottenuto il diritto di affrontare i vincitori della UEFA Champions League 2005-2006, i connazionali del Barcellona, nella Supercoppa UEFA 2006.

## Le squadre
| Squadre       | Partecipazioni precedenti |
| ------------- | ------------------------- |
| Middlesbrough | Nessuna                   |
| Siviglia      | Nessuna                   |

## Il cammino verso la finale
Il Middlesbrough di Steve McClaren esordisce nel primo turno contro i greci dello Skoda Xanthi, che vengono eliminati con un risultato complessivo di 2-0 nel doppio confronto grazie alle reti di Boateng e Viduka, entrambe avvenute nel match di ritorno. Gli inglesi vengono poi inseriti nel Gruppo D insieme agli olandesi dell'AZ Alkmaar, ai bulgari del Litex Loveč, agli ucraini del Dnipro e agli svizzeri del Grasshoppers, classificandosi al primo posto del girone, a discapito dell'AZ per una miglior differenza reti, con 10 punti conquistati frutto di tre vittorie e un pari. Nei sedicesimi l'urna di Montecarlo sorteggia i tedeschi dello Stoccarda, che vengono superati grazie alla regola dei gol in trasferta dopo l'iniziale vittoria per 2-1 in Germania (reti di Hasselbaink e Parnaby) e la successiva sconfitta per 1-0 in Inghilterra. Agli ottavi di finale gli italiani della Roma vengono prima battuti 1-0 al Riverside Stadium col rigore di Yakubu e poi eliminati grazie alla regola dei gol fuori casa in seguito alla sconfitta per 2-1 all'Olimpico. Ai quarti gli svizzeri del Basilea, dopo aver vinto 2-0 al St. Jakob-Park, capitolano con un netto 4-1 a Middlesbrough. In semifinale i rumeni dello Steaua Bucarest, dopo aver vinto 1-0 in Romania, vengono travolti per 4-2 al Riverside Stadium. Per la squadra di McClaren si tratta della prima finale in questa competizione, nonché della prima in assoluto a livello continentale.
Il Siviglia di Juande Ramos esordisce nel primo turno contro i tedeschi del Magonza, che vengono superati con un risultato complessivo di 2-0 nel doppio confronto grazie alla doppietta di Kanouté, avvenuta nella gara di ritorno. Gli spagnoli vengono poi inseriti nel Gruppo H insieme ai russi dello Zenit San Pietroburgo, agli inglesi del Bolton, ai turchi del Beşiktaş e ai portoghesi del Vitória Guimarães, classificandosi al primo posto del girone, a discapito dello Zenit San Pietroburgo per una miglior differenza reti, con 7 punti conquistati frutto di due vittorie, un pari e una sconfitta. Nei sedicesimi i russi della Lokomotiv Mosca capitolano in entrambi gli scontri, 1-0 in Russia con gol di López e 2-0 in Spagna con reti di Maresca e Puerta, per un computo finale di 3-0. Agli ottavi di finale i francesi del Lilla, dopo aver vinto 1-0 allo Stadium Lille Métropole, vengono battuti con un netto 2-0 al Ramón Sánchez Pizjuán (gol di Kanouté e Luís Fabiano). Ai quarti i russi dello Zenit San Pietroburgo, già affrontati nella fase a gironi, vengono eliminati con un aggregato totale di 5-2 tra andata e ritorno. In semifinale contro i tedeschi dello Schalke 04, dopo che entrambi i match si erano conclusi a reti inviolate, il gol di Puerta, avvenuto nei tempi supplementari della gara di ritorno, regala alla squadra di Ramos l'accesso alla finalissima con un risultato complessivo di 1-0. Per gli andalusi si tratta della prima finale in questa competizione, nonché della prima in assoluto a livello europeo.

### Tabella riassuntiva del percorso
Note: In ogni risultato sottostante, il punteggio della finalista è menzionato per primo. (C: Casa; T: Trasferta)
| Squadra       | Pt | G |
| ------------- | -- | - |
| Middlesbrough | 10 | 4 |
| AZ Alkmaar    | 10 | 4 |
| Liteks Loveč  | 6  | 4 |
| Dnipro        | 3  | 4 |
| Grasshoppers  | 0  | 4 |

| Squadra               | Pt | G |
| --------------------- | -- | - |
| Siviglia              | 7  | 4 |
| Zenit San Pietroburgo | 7  | 4 |
| Bolton                | 6  | 4 |
| Beşiktaş              | 5  | 4 |
| Vitória Guimarães     | 1  | 4 |

## La partita
Middlesbrough e Siviglia si incontrano al Philips Stadion di Eindhoven in una finale inedita: entrambe le squadre sono alla loro prima finale di Coppa UEFA, nonché prima assoluta a livello europeo. Ad Eindhoven è il Siviglia a trovare per primo il gol al 27' con Luís Fabiano, il quale converte in rete con uno stacco di testa un lancio lungo di Dani Alves. Dopo la rete dell'1-0, i Rojiblancos attaccano ancora il Boro con un tiro da fuori area da parte di Adriano, che però termina la sua corsa al di sopra della traversa della porta difesa da Mark Schwarzer; così il primo tempo finisce con gli andalusi avanti di misura sugli inglesi. Nella ripresa la musica non cambia e il Siviglia continua ad attaccare concludendo in porta con Jesús Navas, protagonista di una grande cavalcata solitaria in velocità, ma la sua conclusione viene neutralizzata da Schwarzer. Dopodiché il Middlesbrough si rende finalmente pericoloso prima con un tiro-cross di Massimo Maccarone (subentrato a James Morrison all'inizio della seconda frazione di gioco), che per poco non beffa il portiere degli andalusi Andrés Palop, costretto a rifugiarsi in calcio d'angolo e poi con una punizione dal limite dell'area da parte di Jimmy Floyd Hasselbaink, che sfiora la traversa della porta di Palop. Il Siviglia risponde con un tiro da dentro l'area degli inglesi di Alves, ben parato da Schwarzer, il quale concede l'angolo ai Rojiblancos. Al 78' gli andalusi trovano la rete del 2-0, Alves serve in area Frédéric Kanouté (entrato all'inizio del secondo tempo al posto di Javier Saviola), che da posizione ravvicinata impegna Schwarzer il quale, però, non può nulla sulla ribattuta a rete di Enzo Maresca. Sei minuti dopo Kanouté raccoglie un cross di Alves e appoggia di testa per Maresca, che con una precisa conclusione di sinistro da fuori area segna ancora una volta, trovando la doppietta personale, chiudendo virtualmente la sfida sul 3-0. Il Siviglia è implacabile, all'89' Schwarzer respinge un tiro d'esterno da parte di Maresca, ma sulla ribattuta Kanouté anticipa Stuart Parnaby e Chris Riggott segnando la rete del definitivo 4-0.
La partita termina con il Siviglia che si aggiudica la prima Coppa UEFA della sua storia, nonché primo titolo a livello europeo. Con questa vittoria per 4-0, la squadra andalusa stabilisce il record per la vittoria col maggior numero di gol di scarto (quattro) in una finale in gara unica per quanto riguarda la Coppa UEFA.

## Tabellino
| Arbitro: | Herbert Fandel |

|  |           |                                         |
|  | Marcatori | 27’ Fabiano 78’ 84’ Maresca 89’ Kanouté |

| Middlesbrough | Siviglia |

### Formazioni
| Middlesbrough (4-4-2) |    |                         |     |     |
|                       |    |                         |     |     |
| POR                   | 1  | Mark Schwarzer          |     |     |
| DIF                   | 21 | Stuart Parnaby          |     |     |
| DIF                   | 5  | Chris Riggott           |     |     |
| DIF                   | 6  | Gareth Southgate        |     |     |
| DIF                   | 3  | Franck Queudrue         |     | 70’ |
| CEN                   | 25 | James Morrison          |     | 45’ |
| CEN                   | 7  | George Boateng          |     |     |
| CEN                   | 10 | Fábio Rochemback        | 83’ |     |
| CEN                   | 19 | Stewart Downing         |     |     |
| ATT                   | 36 | Mark Viduka             |     | 85’ |
| ATT                   | 9  | Jimmy Floyd Hasselbaink |     |     |
| Substitutes:          |    |                         |     |     |
| POR                   | 22 | Brad Jones              |     |     |
| DIF                   | 4  | Ugo Ehiogu              |     |     |
| DIF                   | 26 | Matthew Bates           |     |     |
| CEN                   | 15 | Ray Parlour             |     |     |
| CEN                   | 39 | Lee Cattermole          |     | 85’ |
| ATT                   | 18 | Massimo Maccarone       |     | 45’ |
| ATT                   | 20 | Yakubu                  |     | 70’ |
| Allenatore:           |    |                         |     |     |
| Steve McClaren        |    |                         |     |     |

| Siviglia (4-4-2) |    |                  |     |     |
|                  |    |                  |     |     |
| POR              | 1  | Andrés Palop     |     |     |
| DIF              | 4  | Daniel Alves     | 52’ |     |
| DIF              | 2  | Javi Navarro     |     |     |
| DIF              | 6  | Julien Escudé    | 81’ |     |
| DIF              | 3  | David Castedo    |     |     |
| CEN              | 15 | Jesús Navas      |     |     |
| CEN              | 18 | José Luis Martí  |     |     |
| CEN              | 25 | Enzo Maresca     | 85’ |     |
| CEN              | 16 | Adriano          |     | 85’ |
| ATT              | 10 | Luís Fabiano     |     | 73’ |
| ATT              | 7  | Javier Saviola   |     | 45’ |
| Substitutes:     |    |                  |     |     |
| POR              | 13 | Antonio Notario  |     |     |
| DIF              | 20 | Aitor Ocio       |     |     |
| CEN              | 11 | Renato           |     | 73’ |
| CEN              | 22 | Fernando Sales   |     |     |
| CEN              | 27 | Antonio Puerta   |     | 85’ |
| ATT              | 30 | Kepa Blanco      |     |     |
| ATT              | 12 | Frédéric Kanouté |     | 45’ |
| Allenatore:      |    |                  |     |     |
| Juande Ramos     |    |                  |     |     |